# First Invasion
First Invasion(퍼스트 인베이전)은 대한민국의 음악 그룹 인피니트의 첫 번째 EP 음반이다. 2010년 6월 9일 엠넷미디어를 통해 발매되었다.

## 수록곡
| #             | 제목            | 작사                              | 작곡          | 편곡                   | 재생 시간 |
| ------------- | --------------- | --------------------------------- | ------------- | ---------------------- | --------- |
| 1.            | 〈∞〉           |                                   | 윤재웅        | 윤재웅                 | 0:49      |
| 2.            | 〈다시 돌아와〉 | 김부민                            | 히치하이커    | 히치하이커             | 3:06      |
| 3.            | 〈She's Back〉  | 한재호, 김승수, 송수윤, 미쓰라 진 | 한재호        | 한재호, 김승수, 홍승현 | 3:14      |
| 4.            | 〈날개〉        | 미쓰라 진                         | 제이 윤       | 제이 윤                | 3:11      |
| 5.            | 〈붙박이별〉    | 송수윤                            | 고남수        | 한보람                 | 3:26      |
| 6.            | 〈맡겨〉        | 미쓰라 진                         | 이주형        | 이주형                 | 3:15      |
| 총 재생 시간: | 총 재생 시간:   | 총 재생 시간:                     | 총 재생 시간: | 총 재생 시간:          | 17:01     |

## 스태프
- 레코딩 스튜디오
  - Sweetune Studio, Nega Studio, T-Studio, Booming Sound, Vitamin Studio, Tone Studio, BJJ Music Studio

- 믹싱 스튜디오
  - Sweetune Studio, Booming Sound, Vitamin Studio

- 포토 스튜디오
  - Phol Studio

- 매니지먼트
  - 배준철, 이영준, 홍일화, 김정렬, 성형준, 김숙경, 심세란, 이지영, 김수연

- 뮤직비디오
  - 황수아

- 스타일리스트
  - 김수남, By100 (Style Director), 박주연, 이경은, 최정환, 장지혜, 강호, 현서 (Hair), 최혜란, 오명진 (Make-up)

- 자켓 디자인
  - 민연재

- 제작
  - 이중엽

- 포토그래퍼
  - 이재윤

- 프로듀서
  - 한재호, 김승수

- A & R
  - 배준철

- 레코딩 엔지니어
  - 홍승현, 이태섭, 고정은, 이면숙, 전재용, 김갑수, 이주형, 선영, 박선영

- 마스터링 엔지니어
  - 전훈

- 믹싱 엔지니어
  - 홍승현, 구종필, 고승욱

- 안무
  - 김동민, 권혁

## 참고 문서
- 네이버 뮤직
- 다음 뮤직